# Edwige Feuillère
Edwige Cunati, dite Edwige Feuillère, est une actrice française de théâtre et de cinéma, née le 29 octobre 1907 à Vesoul (Haute-Saône) et morte le 13 novembre 1998 à Boulogne-Billancourt (Hauts-de-Seine). Considérée comme l'une des actrices majeures de sa génération, elle occupe une place importante dans l'histoire du cinéma et du théâtre au XXe siècle.

## Biographie

### Famille

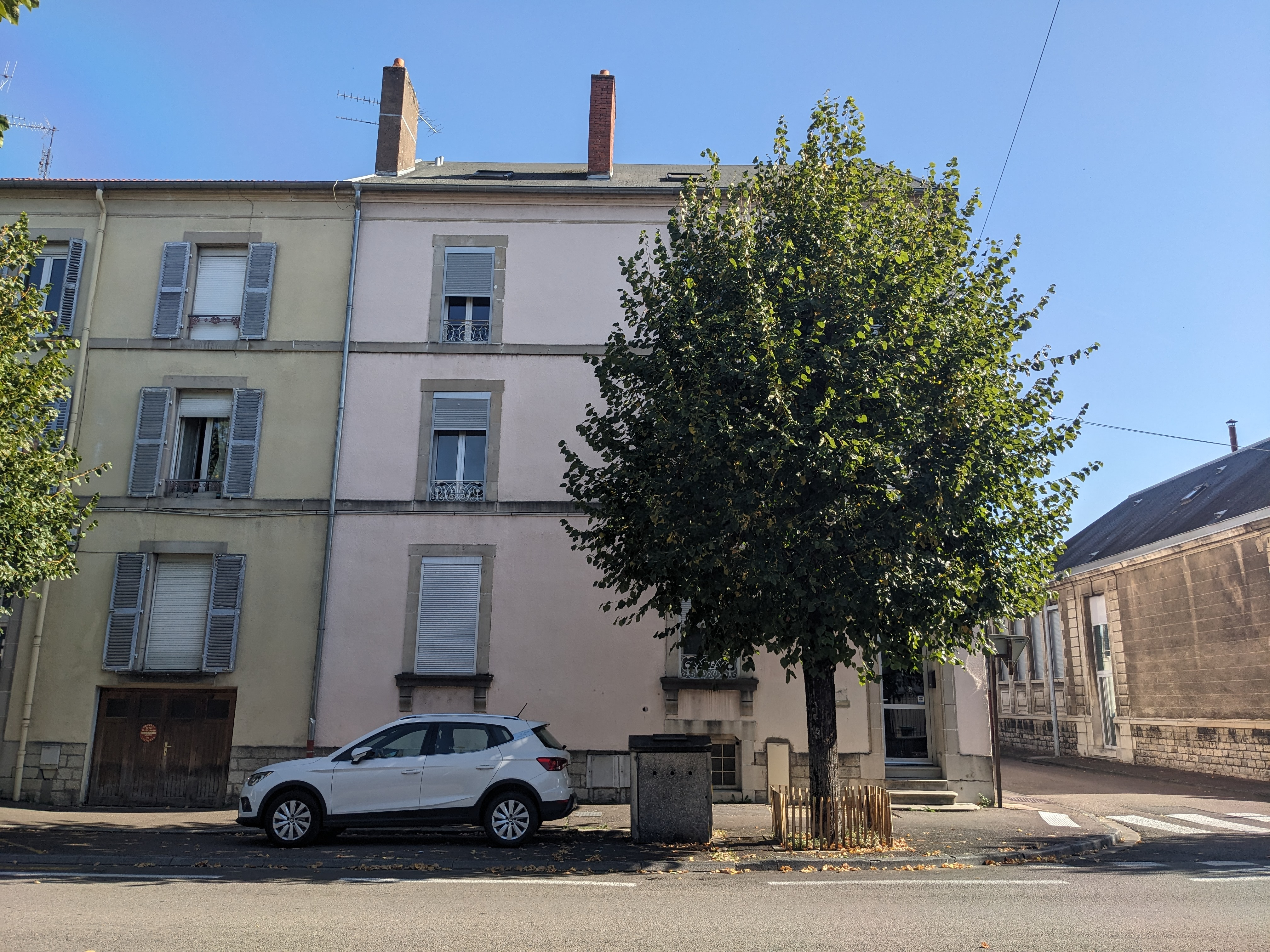
Maison natale d'Edwige Feuillère à Vesoul.

Fille de Guy Jean Cunati, entrepreneur de travaux, né à Daverio (province de Côme en Italie), et de Berthe Cécile Koenig, Edwige Louise Caroline Cunati naît le 29 octobre 1907 au 13, boulevard de Besançon (actuel boulevard Charles-de-Gaulle) à Vesoul. Ses parents se sont mariés le 29 janvier 1907 à l'hôtel de la mairie de Vesoul.

### Enfance entre Dijon et l'Italie
Avant la Première Guerre mondiale, l'entreprise de son père fait faillite et la famille déménage à Dijon où ce dernier a trouvé un emploi de directeur de travaux pour la Société des ciments armés de Dijon,. Sa grand-mère maternelle qui habite avec eux, meurt quelque temps après au domicile situé au n°34 de la rue de Talant, le 6 mars 1914.
Entre le mois d'août 1914 et 1918, elle fuit la guerre avec sa mère et se réfugie en Italie, chez sa grand-mère paternelle. À son retour à Dijon, Edwige devient élève au conservatoire d'art dramatique de la ville et y obtient le premier prix de comédie et de tragédie en juillet 1928. Son père sera l'entrepreneur en charge de la construction des Grands Magasins Modernes de Dijon entre 1922 et 1924.

### Carrière
Edwige Feuillère fait une carrière de plus de soixante années sur les planches (1930-1992), commencée à la Comédie-Française, et plus de quarante ans au cinéma (1931-1974).
Le 24 décembre 1929, à Paris 18e, (elle demeure 183, rue Championnet) elle épouse l'acteur Pierre Feuillère dont elle gardera le nom tout au long de sa carrière après son divorce le 4 mars 1936.
Elle incarne Marguerite Gautier dans La Dame aux camélias d'Alexandre Dumas fils en 1939, au théâtre des Galeries Saint-Hubert à Bruxelles et, en 1940, au théâtre Hébertot à Paris, puis de nouveau en 1942, avant d'interpréter le personnage de Lia dans Sodome et Gomorrhe de Jean Giraudoux en 1943.
Au cinéma, elle débute sous le nom Cora Lynn en 1931 dans Le Cordon bleu. Elle tourne dès lors avec les grands metteurs en scène de l'époque ; Edwige Feuillère devient célèbre en 1935 par son interprétation dans Lucrèce Borgia, un film d'Abel Gance.
Elle tourne également avec Max Ophüls dans Sans lendemain en 1939 et interprète, en 1940, le rôle de Sophie Chotek dans De Mayerling à Sarajevo du même réalisateur ; elle obtient encore un grand succès avec Mam'zelle Bonaparte de Maurice Tourneur en 1941. Un autre de ses films majeurs date de 1941, La Duchesse de Langeais d'après Honoré de Balzac avec des dialogues de Jean Giraudoux, un film dans lequel elle interprète une coquette rattrapée par le grand amour interprété par Pierre Richard-Willm, le partenaire de ses débuts au cinéma dans Barcarolle en 1935. Devenue une des vedettes les plus populaires de sa génération, elle joue avec Gérard Philipe dans L'Idiot en 1946, d'après Fiodor Dostoïevski, et avec Jean Marais dans L'Aigle à deux têtes de Jean Cocteau en 1948. Elle incarne Julie de Carneilhan en 1949, la Dame en blanc dans le Blé en herbe en 1954, et La Folle de Chaillot de Jean Giraudoux en 1965.
Au théâtre, elle s'illustre dans Partage de midi de Paul Claudel aux côtés de Jean-Louis Barrault et Pierre Brasseur. Une des représentations aura lieu dans sa ville d'enfance, au Grand Théâtre de Dijon, le 14 janvier 1967
Elle joue en 1971 dans Doux oiseau de jeunesse de Tennessee Williams, traduit par Françoise Sagan, dans une mise en scène d’André Barsacq au Théâtre de l'Atelier puis en 1975 dans La Chair de l'orchidée de Patrice Chéreau, son dernier rôle au cinéma.
En 1979, elle interprète une énergique tante Alix dans la série télévisée de Nina Companeez, Les Dames de la côte. Son dernier rôle pour la télévision est, en 1995, celui de la princesse de Blomont-Chovry dans la Duchesse de Langeais de Jean-Daniel Verhaeghe.
En 1992, elle revient au théâtre grâce à Jean-Luc Tardieu, directeur de la maison de la culture de Loire-Atlantique et metteur en scène, dans un spectacle intitulé Edwige Feuillère en scène, un florilège des plus beaux moments de sa carrière, des extraits de ses plus grands rôles et le souvenir de ses chers amis acteurs et auteurs ; elle se produit à Nantes à l'Espace 44 et au théâtre de la Madeleine à Paris pour cinquante représentations.

### Décès

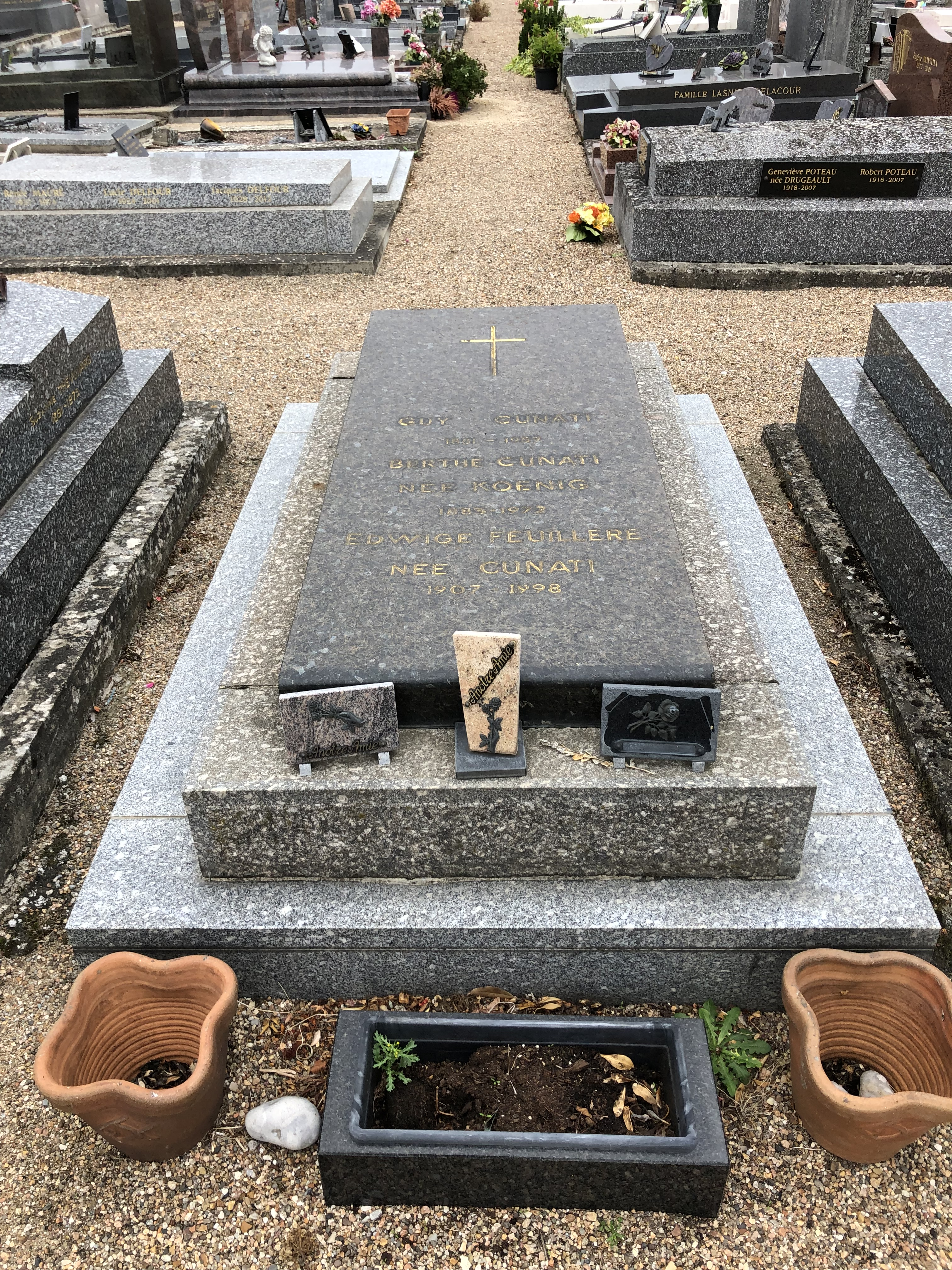
Tombe d'Edwige Feuillère à Beaugency dans le Loiret.

Le 8 novembre 1998, en apprenant la mort de Jean Marais, son partenaire dans L'Aigle à deux têtes, elle est victime d'une crise cardiaque. Elle meurt le 13 novembre 1998 à l'hôpital Ambroise-Paré de Boulogne-Billancourt, le jour des obsèques de Jean Marais,.
Elle a souhaité être inhumée dans le cimetière communal de Beaugency (Loiret), où une allée porte son nom.

### Décorations
- Citoyenne d'honneur de la ville de Dijon par Robert Poujade en 1977[13].
- Grande officière de la Légion d'honneur (31 décembre 1992)[14] ; commandeure le 6 novembre 1989
- Commandeure de l'ordre des Arts et des Lettres

## Hommages et postérité
En 1993, la chaîne Arte propose un documentaire filmé au musée Jacquemart-André à Paris, sur la carrière d'Edwige Feuillère, intitulé Vertige Feuillère ; la comédienne y raconte sa longue carrière en feuilletant un grand livre dans lequel on peut voir quelques extraits de ses plus grands films : Sans lendemain en 1939, L'Aigle à deux têtes en 1947, etc.
Son centenaire est inscrit dans la liste des célébrations nationales en 2007. À cette occasion, le théâtre de Vesoul, sa ville natale, qui porte son nom depuis 1983, lui consacre en novembre 2007 une exposition de photographies et un cycle de films. À quelques centaines de mètres de ce théâtre, la ville de Vesoul a baptisé une nouvelle place à son nom, en plein centre, dans un quartier complètement rénové, à l'intersection des rues Paul-Morel et de l'Aigle-Noir.
L'actrice est représentée dans la fresque peinte en trompe-l'œil par Charles Hoffbauer (1875-1957), grand prix de Rome 1924, au plafond de la coupole du château d'Artigny à Montbazon (Indre-et-Loire), ancienne propriété du parfumeur François Coty.
La place Edwige-Feuillère est inaugurée en 2004 dans le 7e arrondissement de Paris, à l'angle des rues Sédillot et Dupont-des-Loges, près de l'immeuble où l'actrice a vécu trente-trois ans. Le 20 février 2008, la mairie de Paris fait apposer une plaque au 16, avenue de La Bourdonnais, où elle a vécu de 1937 à 1970.
Une place porte son nom dans le village proche de Lestiou (Loir-et-Cher) où elle aimait se reposer dans sa grande maison du bourg.

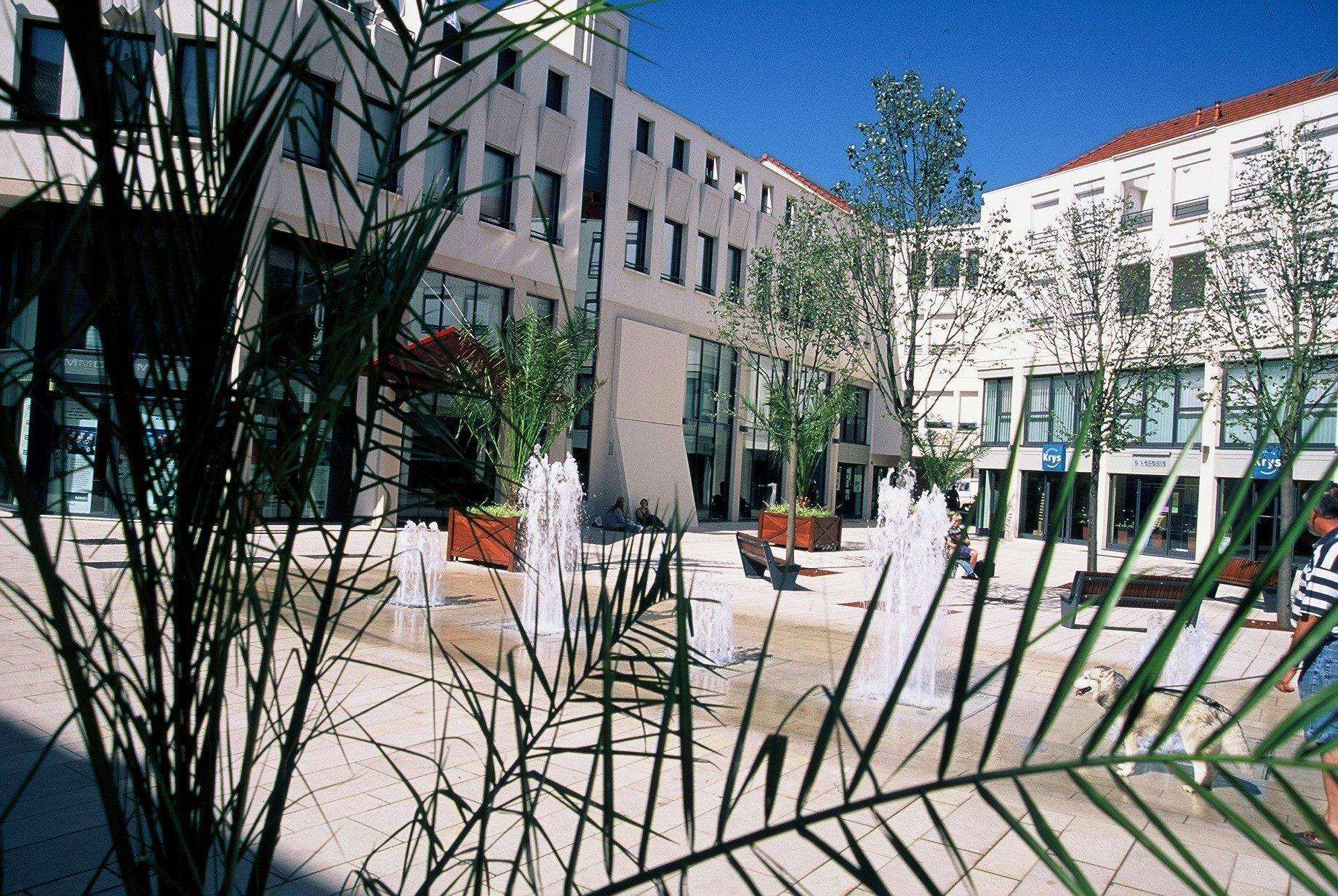
Place Edwige-Feuillère à Vesoul.
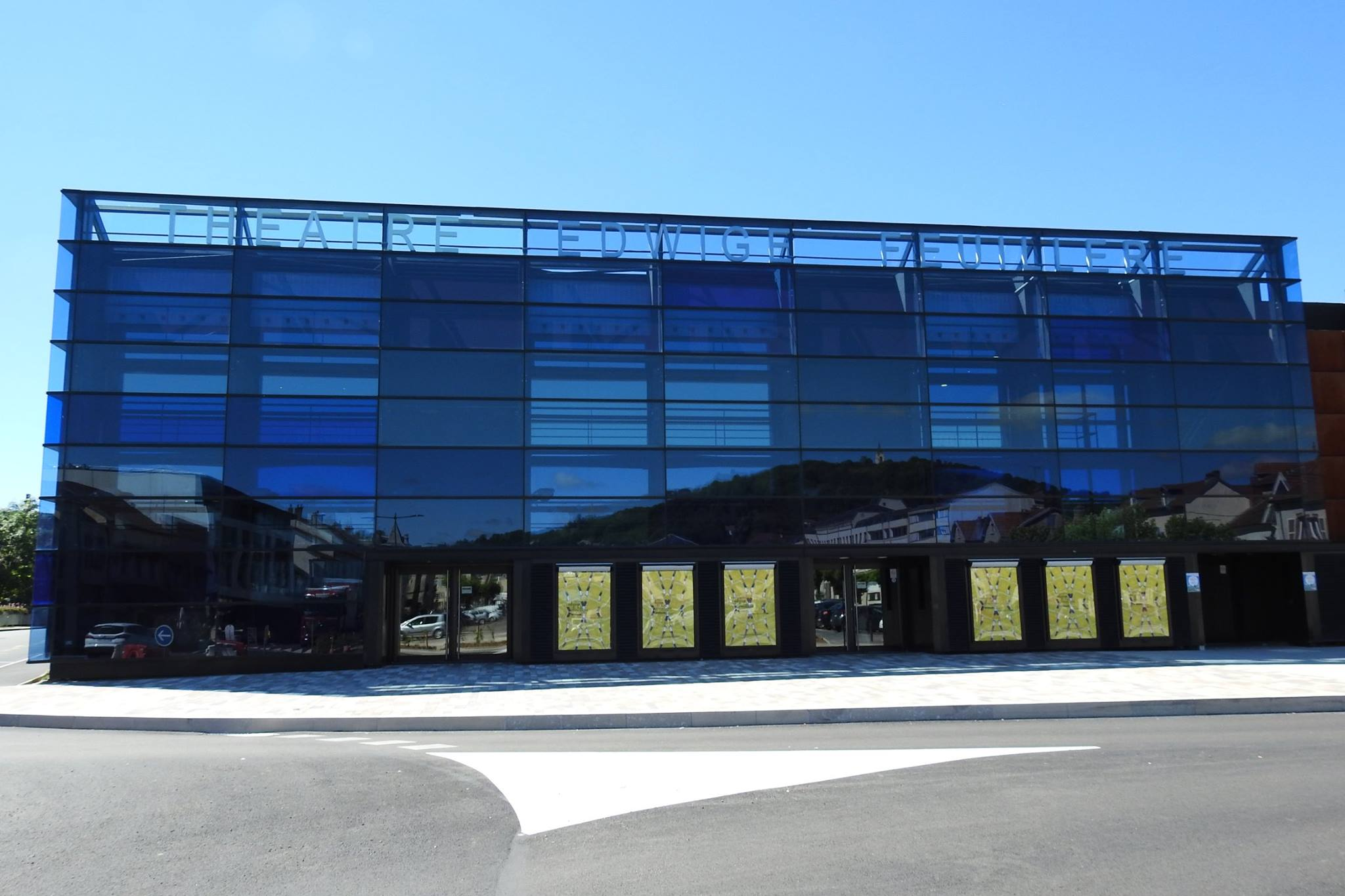
Théâtre Edwige-Feuillère de Vesoul.
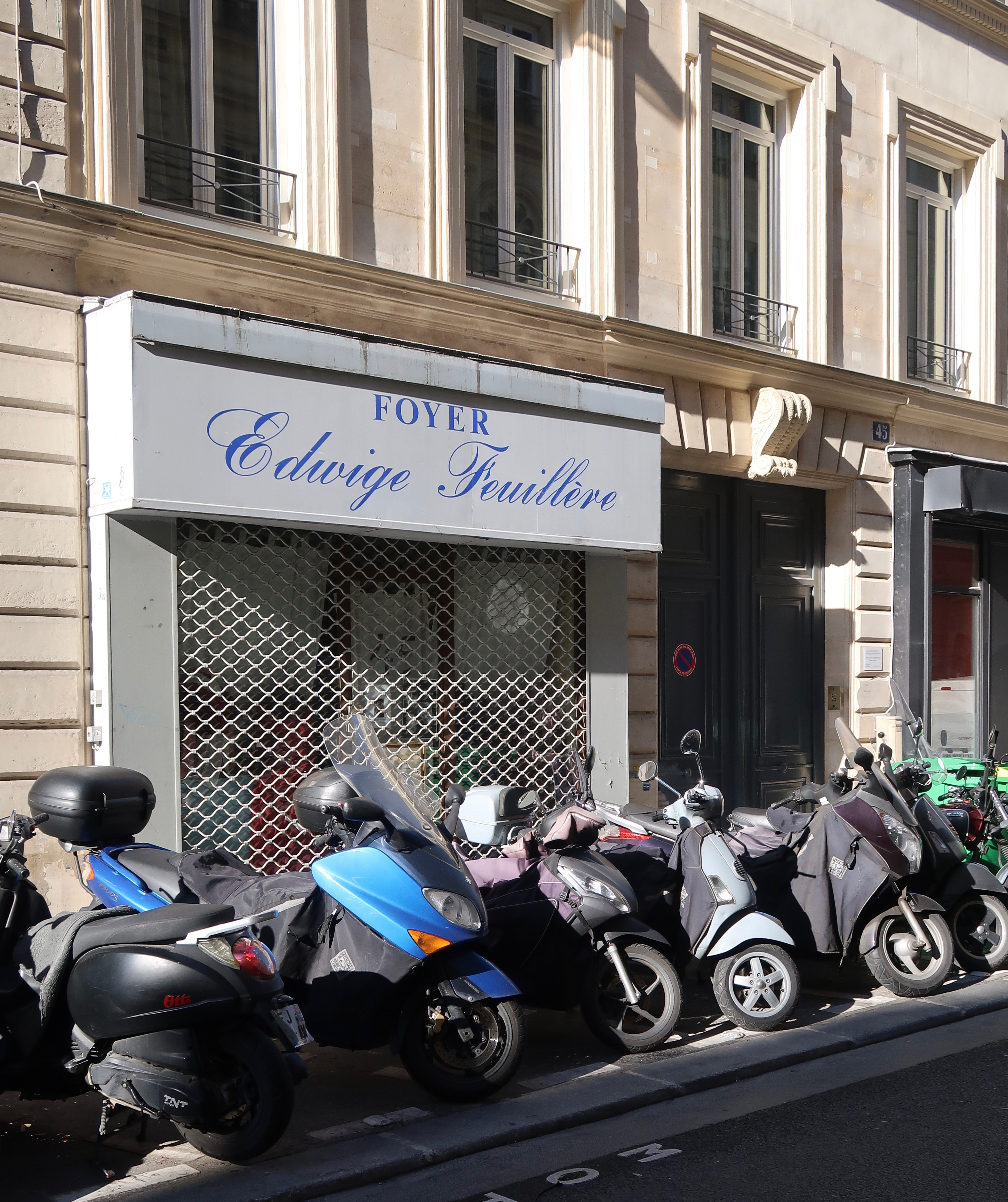
Foyer Edwige-Feuillère, 45, rue de Trévise (Paris).

L'association « Les Amis d'Edwige Feuillère », créée en avril 2003 à Paris, perpétue la mémoire de l'artiste.
Alain Feydeau (1934-2008), petit-fils du célèbre auteur dramatique, qui était le confident, le biographe et l'ami d'Edwige Feuillère auprès d'Antoinette Guédy (1927-2013), a fait don de documents et de milliers de photographies de la comédienne à la Bibliothèque nationale de France.

## Théâtre

### Comédie-Française

#### 1931
- Le Sicilien ou l'Amour peintre de Molière
- La Belle Aventure de Gaston Arman de Caillavet, Robert de Flers et Étienne Rey
- La Marche nuptiale de Henry Bataille
- Les Précieuses ridicules de Molière
- La Nouvelle Idole de François de Curel
- L'amour veille de Gaston Arman de Caillavet, Robert de Flers
- Gringoire de Théodore de Banville
- Le monde où l'on s'ennuie de Édouard Pailleron
- Sapho d'Alphonse Daudet
- Le Mariage de Figaro de Beaumarchais
- Paraître de Victorien Sardou

#### 1932
- Les Marionnettes de Pierre Wolff
- Moloch de Boussac de Saint-Marc
- Bourrasque de Paul Gaudot
- Le Vieil Homme de Georges de Porto-Riche
- Quitte pour la peur d'Alfred de Vigny
- Charité d'Edmond Sée
- L'Âge du fer de Denys Amiel
- La Jalousie de Sacha Guitry
- On ne saurait penser à tout d'Alfred de Musset
- Les Bottes de sept lieues de Beaumarchais

#### 1933
- La Chienne du Roi de Henri Lavedan
- Le Jeu de l'amour et du hasard de Marivaux
- Primerose de Gaston Arman de Caillavet, Robert de Flers

### Hors Comédie-Française
- 1929 : L'Attachée d'Yves Mirande, Théâtre du Palais-Royal
- 1930 : Fleurs de luxe de Paul Armont et Marcel Gerbidon, Théâtre Daunou
- 1930 : Par le temps qui court revue de Rip, Théâtre Daunou
- 1930 : Les Aventures du Roi Pausole d'Arthur Honegger, livret Albert Willemetz, Théâtre des Bouffes-Parisiens
- 1933 : Le Bonheur de Henri Bernstein, mise en scène de l'auteur, Théâtre du Gymnase
- 1934 : Mon crime de Georges Berr et Louis Verneuil, Théâtre des Variétés
- 1935 : La Prisonnière d'Édouard Bourdet, Théâtre de la Michodière
- 1935 : Où es-tu ? de Marcel Brumaire, Théâtre de l'Œuvre
- 1937 : La Parisienne de Henry Becque, Théâtre des Galeries Saint-Hubert
- 1938 : Un caprice d'Alfred de Musset
- 1939 : La Dame aux camélias de Alexandre Dumas fils, Théâtre des Galeries Saint-Hubert
- 1940 : La Dame aux camélias d’Alexandre Dumas Fils, Théâtre Hébertot, tournée
- 1942 : Sodome et Gomorrhe de Jean Giraudoux, mise en scène Georges Douking, Théâtre Hébertot
- 1944 : La Dame aux camélias d’Alexandre Dumas Fils, Théâtre de l'Opéra
- 1945 : Sodome et Gomorrhe de Jean Giraudoux, mise en scène Georges Douking, Théâtre des Célestins
- 1946 : L'Aigle à deux têtes de Jean Cocteau, mise en scène Jacques Hébertot, Théâtre des Galeries Saint-Hubert, Théâtre Hébertot
- 1948 : Partage de midi de Paul Claudel, mise en scène Jean-Louis Barrault, Théâtre Marigny
- 1949 : Partage de midi de Paul Claudel, mise en scène Jean-Louis Barrault, Théâtre des Célestins
- 1949 : La Dame aux camélias d’Alexandre Dumas Fils, Théâtre Sarah Bernhardt
- 1951 : Partage de midi de Paul Claudel, mise en scène Jean-Louis Barrault, Théâtre Marigny
- 1951 : La liberté est un dimanche de Pol Quentin, Théâtre de la Comédie, Théâtre royal du Parc, Théâtre Hébertot
- 1952 : La Dame aux camélias d’Alexandre Dumas Fils, Théâtre Sarah Bernhardt
- 1952 : La liberté est un dimanche de Pol Quentin, mise en scène René Clermont, Théâtre Sarah Bernhardt, décembre puis Tournées Théâtrales France Monde Production jusqu'en avril 1953
- 1953 : Pour Lucrèce de Jean Giraudoux, mise en scène Jean-Louis Barrault, Théâtre Marigny
- 1956 : La Reine et les insurgés d'Ugo Betti, mise en scène Michel Vitold, Théâtre de la Renaissance
- 1957 : Partage de midi de Paul Claudel, mise en scène Jean-Louis Barrault, avec Jean-Louis Barrault, Théâtre Sarah Bernhardt
- 1958 : Lucy Crown d'Irwin Shaw, adaptation Jean-Pierre Aumont, mise en scène Pierre Dux, Théâtre de Paris
- 1959 : La Dame aux camélias d’Alexandre Dumas Fils, Théâtre de Paris
- 1960 : Constance de Somerset Maugham, mise en scène Michel Vitold, avec Guy Tréjan
- 1960 : Rodogune de Corneille, mise en scène Antoine Bourseiller, Théâtre Sarah Bernhardt
- 1960 : L'Aigle à deux têtes de Jean Cocteau, mise en scène de l'auteur, Théâtre Sarah-Bernhardt
- 1961 : Partage de midi de Paul Claudel, mise en scène Jean-Louis Barrault, Odéon-Théâtre de France
- 1962 : Phèdre de Racine
- 1962 : Eve et Line de Luigi Pirandello, mise en scène Pierre Franck, Théâtre des Bouffes-Parisiens
- 1963 : C'est ça qui m'flanqu'le cafard d'Arthur L. Kopit, mise en scène Jean Le Poulain, Théâtre des Bouffes-Parisiens
- 1965 : La Folle de Chaillot de Jean Giraudoux, mise en scène Georges Wilson, TNP Théâtre de Chaillot
- 1966 : Partage de midi de Paul Claudel, mise en scène Jean-Louis Barrault, Odéon-Théâtre de France
- 1967 : Partage de midi de Paul Claudel, mise en scène Jean-Louis Barrault, Théâtre des Célestins
- 1967 : Partage de midi de Paul Claudel, mise en scène Jean-Louis Barrault, Grand Théâtre de Dijon[9]
- 1967 : Délicate Balance d'Edward Albee, adaptation Matthieu Galey, mise en scène Jean-Louis Barrault, avec Madeleine Renaud, Claude Dauphin, Théâtre de l'Odéon
- 1969 : Au théâtre ce soir : Constance de Somerset Maugham, mise en scène Michel Vitold, réalisation Pierre Sabbagh, Théâtre Marigny
- 1970 : Les Bonshommes de Françoise Dorin, mise en scène Jacques Charon, avec Michel Serrault, Théâtre du Palais-Royal
- 1971 : Doux Oiseau de jeunesse de Tennessee Williams, traduction Françoise Sagan, mise en scène André Barsacq, avec Bernard Fresson, Théâtre de l'Atelier
- 1973 : Le Lion en hiver de James Goldman, mise en scène Pierre Franck, Théâtre de l'Œuvre, Théâtre des Célestins
- 1974 : La Folle de Chaillot de Jean Giraudoux, mise en scène Jean Deschamps, tournée, Théâtre du Midi, Théâtre de Nice
- 1975 : La Folle de Chaillot de Jean Giraudoux, mise en scène Gérard Vergez, avec Claude Gensac, Théâtre de l'Athénée
- 1976 : La Visite de la vieille dame de Friedrich Dürrenmatt, mise en scène Jean Mercure, Théâtre de la Ville
- 1977 : Le Bateau pour Lipaïa de Alexeï Arbouzov, mise en scène Yves Bureau, avec Guy Tréjan, Comédie des Champs-Élysées
- 1978 : Cher menteur de Jerome Kilty d'après la correspondance de George Bernard Shaw, avec Jean Marais, Théâtre de l'Athénée
- 1979 : Le Bateau pour Lipaïa de Alexeï Arbouzov, mise en scène Yves Bureau, avec Guy Tréjan, Théâtre des Célestins, tournée Karsenty-Herbert
- 1981 : Cher menteur de Jerome Kilty d'après la correspondance de George Bernard Shaw, avec Jean Marais, Théâtre de l'Athénée et en tournée
- 1982 : La Dernière Nuit de l'été d'Alexeï Arbouzov, mise en scène Yves Bureau, avec Niels Arestrup, Théâtre Edouard VII
- 1984 : Leocadia de Jean Anouilh, mise en scène Pierre Boutron, avec Lambert Wilson, Sabine Haudepin, Comédie des Champs-Élysées
- 1986 : La Maison du lac d'Ernest Thompson, adaptation Pol Quentin, mise en scène Raymond Gérôme, avec Jean Marais, Théâtre Montparnasse
- 1989 : Les Meilleurs Amis de Hugh Whitemore, mise en scène James Roose-Evans, avec Guy Tréjan et Henri Virlogeux, Comédie des Champs-Élysées
- 1990 : Les Meilleurs Amis de Hugh Whitemore, mise en scène James Roose-Evans, Théâtre des Célestins
- 1991 : La Folle de Chaillot de Jean Giraudoux, Théâtre de la Madeleine (incertain)
- 1992 : Edwige Feuillère en scène, mise en scène Jean-Luc Tardieu, maison de la culture de Nantes, Théâtre de la Madeleine

## Filmographie complète

### Cinéma
- 1931 : Le Cordon bleu de Karl Anton - Régine
- 1931 : La Fine Combine - court métrage - de André Chotin - Mado, la maîtresse
- 1931 : Mam'zelle Nitouche de Marc Allégret
- 1932 : Le Beau rôle -court métrage- de Roger Capellani
- 1932 : Maquillage de Karl Anton - Ketty
- 1932 : Monsieur Albert de Karl Anton - La comtesse Peggy Ricardi
- 1932 : La Perle de René Guissart - Viviane Lancenay
- 1932 : Topaze de Louis Gasnier - Suzy
- 1932 : Une petite femme dans le train de Karl Anton - Adolphine
- 1932 : Une étoile disparait de Robert Villers - "sous réserves"
- 1933 : Les Aventures du roi Pausole d'Alexis Granowski - Diane
- 1933 : Matricule 33 de Karl Anton - Héléna Schweringen
- 1933 : La Voix de métal ou "L'appel de nuit" de Youly Marca-Rosa - La comtesse Viana
- 1933 : Ces messieurs de la Santé de Pierre Colombier - Fernande
- 1934 : Le Miroir aux alouettes d'Hans Steinhoff et Roger Le Bon - Délia
- 1934 : Toi que j'adore de Géza von Bolváry et Albert Valentin - Jacqueline Boulanger
- 1935 : Golgotha de Julien Duvivier - Claudia Procula
- 1935 : Lucrèce Borgia d'Abel Gance - Lucrèce Borgia
- 1935 : Barcarolle de Gerhard Lamprecht et Roger Le Bon - Giacinta
- 1935 : La Route heureuse de Georges Lacombe - Suzanne
- 1935 : Stradivarius d'Albert Valentin et Géza von Bolváry - Maria Belloni
- 1936 : Amore (it) version italienne du film précédent de Carlo L. Bragaglia - Suzanne
- 1936 : Mister Flow de Robert Siodmak - Lady Héléna Scarlett
- 1937 : Marthe Richard, au service de la France de Raymond Bernard - Marthe Richard
- 1937 : La Dame de Malacca de Marc Allégret - Audrey Greenwood
- 1937 : Feu ! de Jacques de Baroncelli - Edwige Elno
- 1938 : J'étais une aventurière de Raymond Bernard - Véra Vronsky
- 1939 : L'Émigrante de Léo Joannon - Christiane
- 1940 : Sans lendemain de Max Ophuls - Evelyne
- 1940 : De Mayerling à Sarajevo de Max Ophuls - La comtesse Sophie Choteck
- 1941 : Mam'zelle Bonaparte de Maurice Tourneur - Cora Pearl, la courtisane
- 1942 : La Duchesse de Langeais de Jacques de Baroncelli - Antoinette de Langeais
- 1942 : L'Honorable Catherine de Marcel L'Herbier - Catherine Roussel
- 1943 : Lucrèce de Léo Joannon - Lucrèce, la célèbre actrice
- 1945 : La Part de l'ombre de Jean Delannoy - Agnès Noblet
- 1945 : Tant que je vivrai de Jacques de Baroncelli - Ariane
- 1946 : Il suffit d'une fois d'Andrée Feix - Christine Jourdan, sculpteur
- 1946 : L'Idiot de Georges Lampin - Nastasia Philipovna
- 1947 : L'Aigle à deux têtes de Jean Cocteau - La reine Natascha
- 1948 : Les Ennemis amoureux (Woman Hater), de Terence Young - Colette Marly
- 1948 : La Norvège sans les vikings Documentaire dont E. Feuillère est la réalisatrice
- 1949 : Julie de Carneilhan de Jacques Manuel - Julie de Carneilhan
- 1950 : Souvenirs perdus de Christian-Jaque - Florence dans le sketch : La statuette d'Osiris
- 1950 : Olivia de Jacqueline Audry - Mlle Julie
- 1951 : Le Cap de l'Espérance de Raymond Bernard - Lyria, la patronne du "Sea-Bar"
- 1952 : Adorables Créatures de Christian-Jaque - Denise Aubusson, la veuve élégante
- 1954 : Le Blé en herbe de Claude Autant-Lara - Mme Camille Dalleray, la "dame en blanc"
- 1955 : Les Fruits de l'été de Raymond Bernard - Sabine Gravières, l'antiquaire
- 1956 : Le Septième Commandement de Raymond Bernard - La princesse Nadia Vronskaïa
- 1957 : Quand la femme s'en mêle d'Yves Allégret - Maine, l'ancienne femme de Félix
- 1958 : En cas de malheur de Claude Autant-Lara - Viviane Gobillot, la femme d'André
- 1958 : La Vie à deux de Clément Duhour - Françoise Sellier, ex : Carreau
- 1961 : Le crime ne paie pas, un film à sketches inspiré des bandes dessinées de Paul Gordeaux, de Gérard Oury - La duchesse Lucrezia dans le sketch : Le masque
- 1961 : Les Amours célèbres un film à sketches inspiré des bandes dessinées de Paul Gordeaux, de Michel Boisrond - Mlle Rancourt dans le sketch : Les comédiennes
- 1964 : La Bonne Occase de Michel Drach - La comtesse de Saint-Plas
- 1964 : Aimez-vous les femmes ? de Jean Léon - La tante Flo
- 1967 : Et si on faisait l'amour ? (Scusi, facciamo l'amore?) de Vittorio Caprioli - Giuditta Passani
- 1967 : La Route d'un homme - court métrage - de Georges Hacquard - Uniquement la voix
- 1970 : Le Clair de Terre, de Guy Gilles - Mme Larivière
- 1970 : OSS 117 prend des vacances de Pierre Kalfon - La comtesse de Labarthe
- 1975 : La Chair de l'orchidée de Patrice Chéreau - Mme Bastier-Wegener

### Télévision
- 1967 : La Dame et le minet de Claude Dufrène et François Chatel - La dame
- 1969 : L'Échange de Jean-Paul Carrère - L'actrice
- 1976 : La Folle de Chaillot de Jean Giraudoux, réalisation Gérard Vergez - Aurélie, la folle de Chaillot
- 1978 : La Visite de la vieille dame de Jeannette Hubert - La femme très riche
- 1979 : Le Bateau pour Lipaïa de Jeannette Hubert - La patiente
- 1979 : Les Dames de la côte de Nina Companeez, feuilleton en 5 épisodes de 90 min - Feuilleforte : 1911-1912, L'Escalier des adieux : 1913-1914, Les Vivantes : 1914-1916, La Grande Tourmente : 1916-1917, L'Ivresse : 1917-1919. - Alix
- 1982 : Cher menteur d'Alexandre Tarta - Mme Patrick Campbell
- 1982 : Le Chef de famille de Nina Companeez, feuilleton en 6 épisodes de 52 min - Liane, la grand-mère de Katie
- 1984 : Le Tueur triste de Nicolas Gessner - La grand-mère
- 1988 : Cinéma (téléfilm) de Philippe Lefebvre, feuilleton en 4 épisodes de 90 min - Marguerite, l'ancienne pianiste
- 1988 : Un château au soleil de Robert Mazoyer, feuilleton en 6 épisodes de 52 min - Valentine de Vauquelin
- 1993 : Edwige Feuillère en scène, documentaire de Serge Moati - elle-même
- 1993 : La Dame de Lieudit de Philippe Monnier - Mme Zihler
- 1995 : La Duchesse de Langeais de Jean-Daniel Verhaeghe - La princesse de Blomont-Chovry

## Livres audio
- Sarah Bernhardt, Ma double vie (extraits), 2 h 13 min (coffret CD ou numérique), Paris, éditions Des femmes, coll. « Bibliothèque des voix », 1980 (2006, 2016)  (EAN 3328140020694 et 3328140021424)
- Sido, Lettres à Colette (extraits), 1 h 4 min (coffret CD ou numérique), Paris, éditions Des femmes, coll. « Bibliothèque des voix », 1983 (2004, 2017)  (EAN 3328140020120 et 3328140022391)

## Distinctions
- 1984 : César d'honneur
- 1993 : Molière de la comédienne pour Edwige Feuillère en scène

## Publications
- Les Feux de la mémoire, Paris, Albin Michel, 1976
- Moi, la Clairon, Paris, J'ai lu, 1985 (ISBN 978-2-277-21802-9)
- À vous de jouer, Paris, Albin Michel, 1998

### Iconographie
- 1955 : Portrait d'Edwige Feuillère dans sa loge par le photographe Willy Maywald.